# University of California, San Francisco

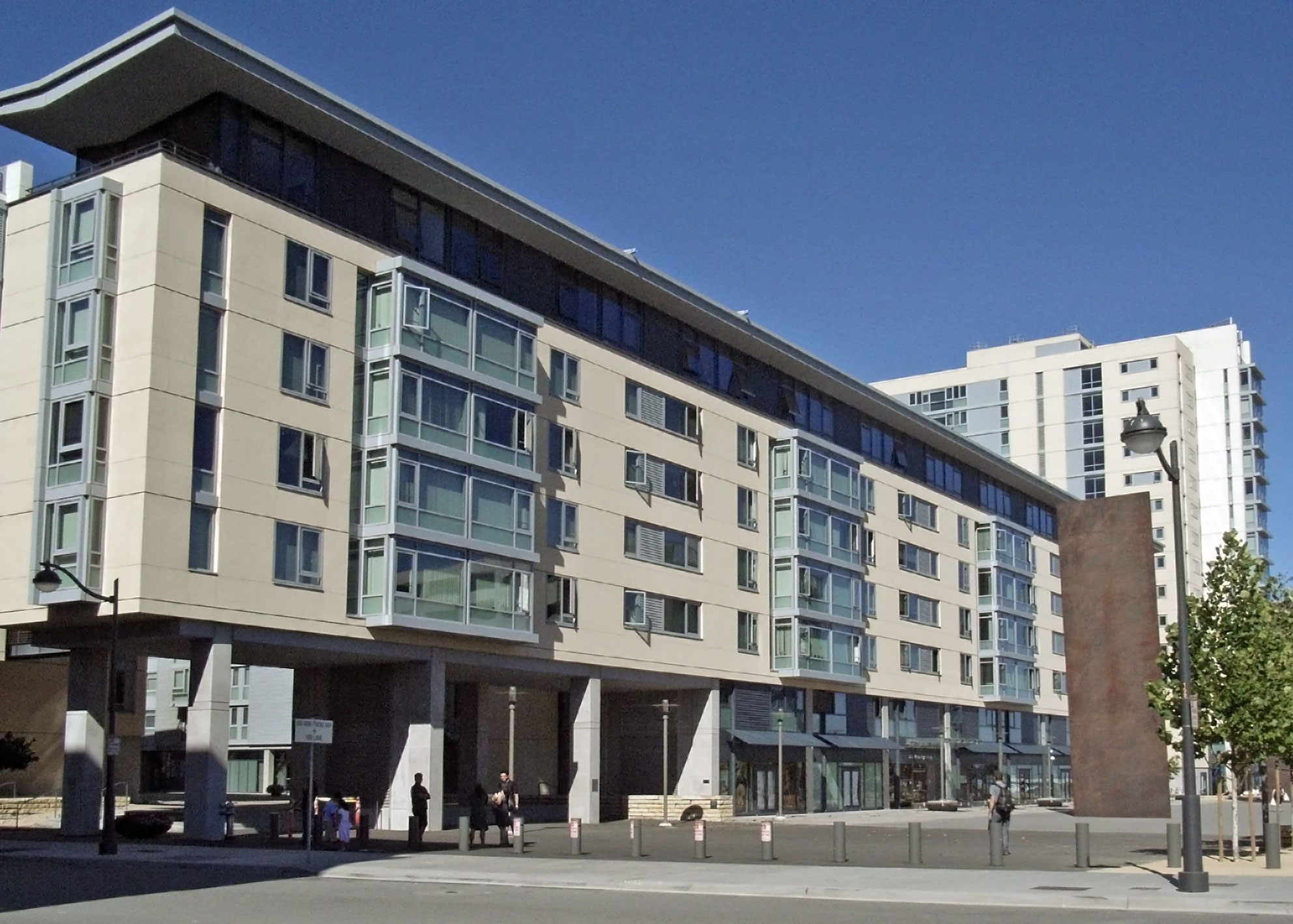
Mission Bay Campus

Die University of California, San Francisco (UCSF; deutsch Universität von Kalifornien, San Francisco) gehört seit 1873 zur University of California (UC), einem System staatlicher Universitäten im US-amerikanischen Bundesstaat Kalifornien. Der Campus in San Francisco ist mit etwa 55 ha der kleinste aller Standorte der Universität von Kalifornien und konzentriert sich gänzlich auf Medizin und andere Gesundheitswissenschaften.
Im Jahr 2003 waren 2.746 Studenten an der Universität eingeschrieben. Die UCSF ist in die Fachbereiche Zahnmedizin, Medizin, Krankenpflege und Pharmazie unterteilt und mit rund 25.398 Mitarbeitern ist die UCSF der zweitgrößte Arbeitgeber öffentlicher Stellen in der San Francisco Bay Area.
Das Budget der Universität beträgt $ 1,8 Milliarden (2003). Derzeit belegt die UCSF Rang 2 unter allen Medizinischen Hochschulen im Academic Ranking of World Universities.
Im Juni 2020 wurde bekannt, dass die Universität 1,14 Mio. US-Dollar Lösegeld an eine Hackergruppe gezahlt hat, nachdem die Hackergruppe am 1. Juni 2020 verschiedene Server der medizinischen Fakultät verschlüsselt hatten.

## Fachbereiche
- Zahnmedizin: dieser Fachbereich wurde 1881 gegründet und war die erste zahnmedizinische Ausbildungsstätte westlich des Mississippi River; 2003 waren hier 368 Studenten eingeschrieben; in den 14 zahnmedizinischen Kliniken werden jährlich etwa 144.000 Patienten behandelt; erhält die meisten bundesstaatlichen Forschungsgelder aller zahnmedizinischer Hochschulen in den USA.
- Medizin: wurde 1864 als Toland Medical College gegründet und 1873 an die Universität von Kalifornien angeschlossen; 623 Studenten waren im Jahr 2003 eingeschrieben; gehört zu den besten 10 medizinischen Hochschulen in den USA; derzeit sind 3 Nobelpreisträger an diesem Fachbereich tätig.
- Krankenpflege: wurde 1939 gegründet und zählte im Jahr 2003 550 Studenten; 5 der 7 Spezialisierungsfelder landeten bei einem nationenweiten Ranking der Zeitschrift US News and World Report auf dem ersten Platz.
- Pharmazie: wurde 1872 gegründet und war damit die erste Ausbildungsstätte für Pharmazie im Westen der USA; 482 Pharmaziestudenten im Jahr 2003; von der Zeitschrift US News and World Report als bester Pharmazie-Fachbereich in den USA bezeichnet.
- Graduierten-Schule: wurde 1961 gegründet und bietet den 715 eingeschriebenen Studenten 15 verschiedene Graduiertenstudiengänge in den Bereichen Medizin und Gesundheitswesen an.